# KaNgwane
KaNgwane – bantustan dla ludów Ngwane (Suazi), utworzony w 1970. Jako stolicę wyznaczono Schoemansdal, jednak faktyczna stolica mieściła się w Louieville. Kraj zamieszkiwało 183 tys. ludzi, zaś jego powierzchnia wynosiła 3 917 km². Mieszkańcy dążyli do przyłączenia bantustanu do Suazi. Jego król w 1982 wysunął roszczenia terytorialne wobec bantustanu.

## Przywódcy KaNgwane
- Enos John Mabuza (1970–1982)
- N.J. Badenhorst (1982)
- Enos John Mabuza (1982–1991)
- Mangisi Cephas Zitha (1991–1994)